# Medininkų pievos
Medininkų pievos este o arie protejată (arie specială de conservare — SAC, sit de importanță comunitară — SCI) din Lituania întinsă pe o suprafață de 16 ha, integral pe uscat.

## Localizare
Centrul sitului Medininkų pievos este situat la coordonatele 54°32′07″N 25°39′31″E / 54.5353°N 25.6586°E.

## Înființare
Situl Medininkų pievos a fost declarat sit de importanță comunitară în ianuarie 2004 pentru a proteja 1 specie de animale. Situl a fost protejat și ca arie specială de conservare în aprilie 2022.

## Biodiversitate
Situată în ecoregiunea boreală, aria protejată conține 3 habitate naturale: Formațiuni ierboase bogate în specii de Nardus, dezvoltate pe substraturi silicioase în zone montane (și în zone submontane, în Europa continentală), Pajiști cu Molinia pe soluri calcaroase, turboase sau argilos-nămoloase (Molinion caeruleae), Fânețe de joasă altitudine (Alopecurus pratensis, Sanguisorba officinalis).
La baza desemnării sitului se află o specie protejată de  nevertebrate: fluturele auriu (Euphydryas aurinia).
Pe lângă speciile protejate, pe teritoriul sitului au mai fost identificate 1 specie de plante.